# Gull Lake (sjö i Sydgeorgien och Sydsandwichöarna)
Gull Lake är en sjö i Sydgeorgien och Sydsandwichöarna (Storbritannien). Den ligger i den nordvästra delen av Sydgeorgien och Sydsandwichöarna. Gull Lake ligger 146 meter över havet.